# Peugeot Landtrek
Le Peugeot Landtrek (aussi appelé Kaicene F70, Changan F70 Hunter, Changan Lantuozhe et Fiat Titano) est un pick-up de taille moyenne du constructeur automobile français Peugeot conçu en collaboration avec le constructeur chinois Chang'an. Il est produit en Chine à partir de 2019 (version Chang'an) et en Tunisie à partir de 2021 pour les marchés d'Afrique, du Moyen-Orient, d'Amérique latine, la Malaisie, la France d'outre-mer avec la Nouvelle Caledonie et l'Ukraine (version Peugeot).

## Présentation
Le pick-up Peugeot Landtrek (projet KP1), qui succède au Peugeot Pick Up (projet KP0) de 2017, est dévoilé le 20 février 2020. Il est basé sur le Kaicene F70, révélé quelques mois plus tôt, en mai 2019.

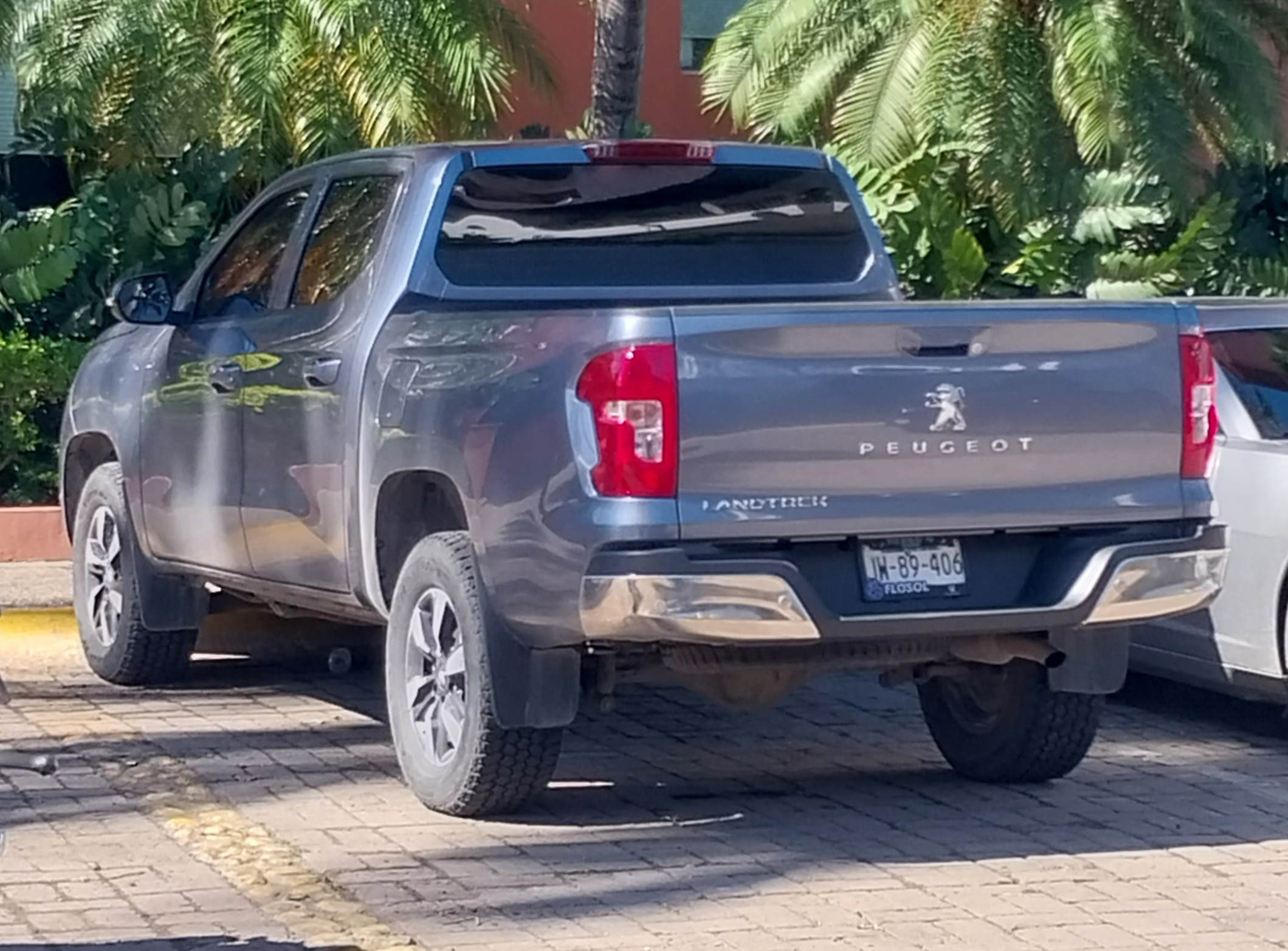
Peugeot Landtrek

La production du Peugeot Landtrek démarre en Tunisie en avril 2021. Il est assemblé par le partenaire local de Peugeot, la STAFIM Industries. Le taux d'intégration locale est de 42%.
Il est lancé en Afrique et dans certains pays d'Amérique latine (Mexique, Uruguay, Pérou, Chili, Guatemala,...) tout au long de l'année 2021. Il faut attendre 2022 pour voir lancer sa commercialisation sur d'autres marchés majeurs tels que le Brésil, l'Argentine, la Colombie, le Moyen-Orient et le Proche-Orient,,.
Dès 2022, des modèles SKD sont expédiés vers le Ghana pour y être assemblés et distribués par Silver Star Auto.
En juin 2023, le sous-traitant uruguayen Nordex S.A. commence à fabriquer le Landtrek pour les marchés d'Amérique du Sud.

## Caractéristiques techniques
Le Peugeot Landtrek reposant sur la base technique du Kaicene F70 du constructeur chinois Chang'an Automobile, il en partage bon nombre de caractéristiques. Il est disponible en châssis cabine sans la benne, simple cabine (5,39 m) et double cabine (5,33 m).
Au-delà des changements stylistiques, on note par rapport au modèle chinois des changements d'ordre techniques au niveau des ajustements de la transmission et des suspensions.

### Motorisations
Le Landtrek propose deux motorisations : un 4-cylindres en ligne essence (d'origine Mitsubishi) 2,4 litres turbocompressé de 210 ch procurant 320 N m de couple accouplé avec une boîte manuelle Getrag ou automatique Punch à 6 rapports, et un moteur diesel 4-cylindres en ligne 1,9 litre turbocompressé de 150 ch et 350 N m de couple fabriqué par le chinois Kunming Yunnei Power uniquement avec la boîte manuelle.
La version fabriquée en Uruguay propose un moteur PSA, le 2.2 HDi 180 ch.
|                            | 2.4 210     | 2.4 210     | 2.4 210     | 1.9 TD 150  | 1.9 TD 150  | 2.2 BlueHDi 180 | 2.2 BlueHDi 180 | 2.2 BlueHDi 180 |
| -------------------------- | ----------- | ----------- | ----------- | ----------- | ----------- | --------------- | --------------- | --------------- |
| Moteur                     | 4-cylindres | 4-cylindres | 4-cylindres | 4-cylindres | 4-cylindres | 4-cylindres     | 4-cylindres     | 4-cylindres     |
| Cylindrée (cm3)            | 2 378       | 2 378       | 2 378       | 1 910       | 1 910       | 2179            | 2179            | 2179            |
| Puissance maximale (ch)    | 210         | 210         | 210         | 150         | 150         | 180             | 180             | 180             |
| au régime de (tr/min)      | 5 600       | 5 600       | 5 600       | 4 000       | 4 000       | 3 750           | 3 750           | 3 750           |
| Couple maximal (N m)       | 320         | 320         | 320         | 350         | 350         | 370             | 370             | 370             |
| au régime de (tr/min)      | 2 000       | 2 000       | 2 000       | 1 800       | 1 800       | 2 000           | 2 000           | 2 000           |
| Boîte de vitesses          | BVM6        | BVM6        | BVA6        | BVM6        | BVM6        | BVM6            | BVM6            | BVMA6           |
| Transmission               | 4x2         | 4x4         | 4x4         | 4x2         | 4x4         | 4x2             | 4x4             | 4x4             |
| Vitesse maximale (en km/h) | 182         | 176         | 177         | 172         | 171         |                 |                 |                 |
| 0-100 km/h (en s)          | 12,2        | 13          | 11,2        | 14,9        | 15,8        |                 |                 |                 |
| Consommation (en L/100 km) | 9,8         | 10          | 11          | 7,8         | 8,1         |                 |                 |                 |
| Émissions de CO2 (en g/km) | 229         | 232         | 256         | 206         | 212         |                 |                 |                 |

## Kaicene F70 / Changan Hunter / Changan Lantuozhe

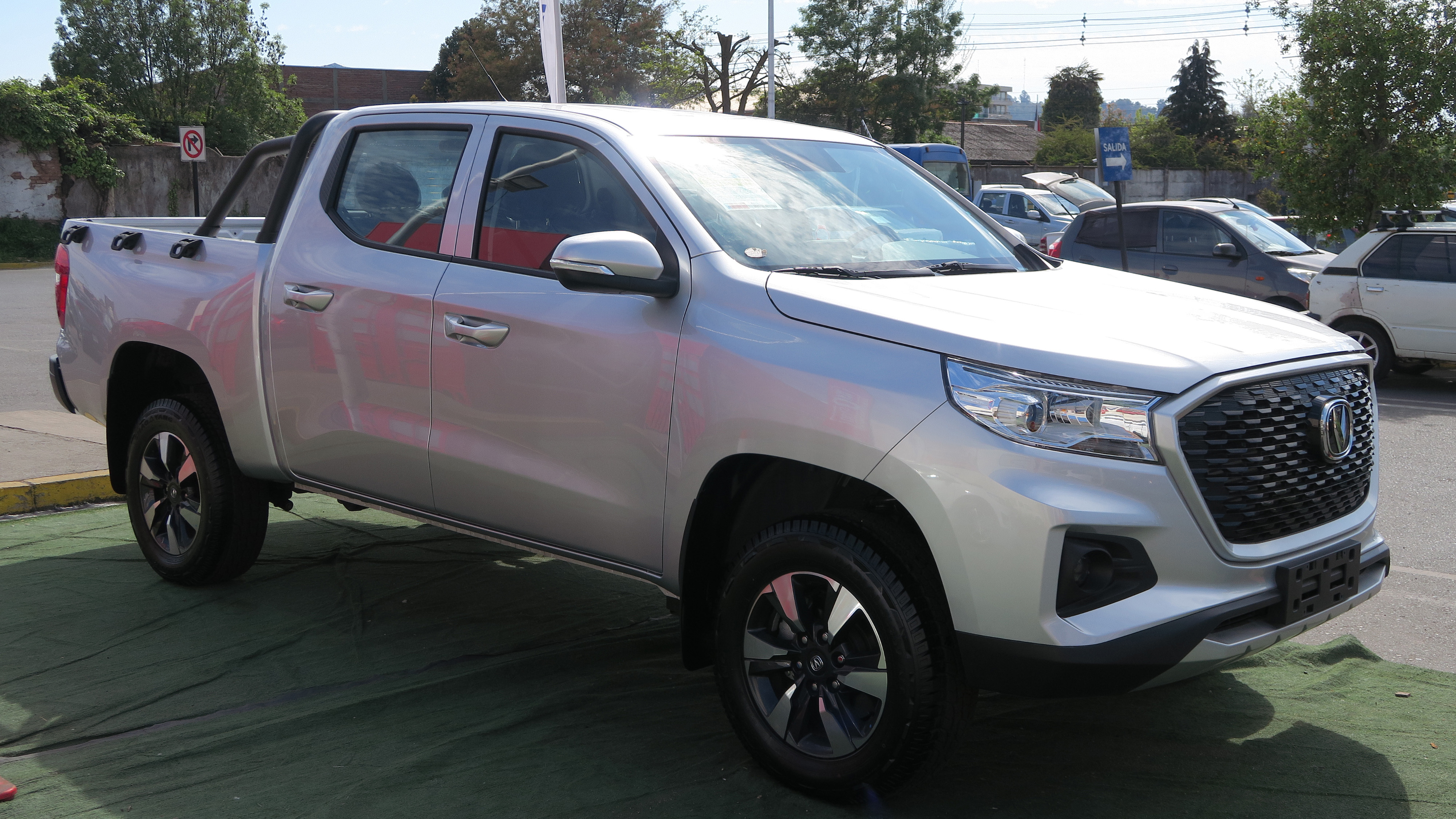
Changan Hunter phase 1

Le Peugeot Landtrek est un proche dérivé du Kaicene F70, produit et commercialisé en Chine depuis 2019,.
Le Kaicene F70 s'exporte sur de nombreux marchés dans une autre appellation : Changan Hunter. Parmi ces marchés on peut citer par exemple l'Arabie Saoudite, le Chili, le Guatemala, le Ghana ou encore l'Azerbaïdjan,,. Bon nombre de ces marchés se superposent avec ceux du Peugeot Landtrek : les deux véhicules entrent donc en concurrence directe.
Le Kaicene F70 est aussi commercialisé dans certaines collectivités d'outre-mer françaises (Nouvelle-Calédonie, Polynésie française) sous le nom Changan F70 Hunter,.

En novembre 2022, une version destinée au marché chinois appelée Changan Lantuozhe est présentée, avec une partie avant profondément restylée. Il est proposé en moteur à essence 2.0L, ou en diesel 2.0L d'origine Great Wall. En décembre 2023, une version 100% électrique du Lantuozhe dernier est présentée.

Changan Lantuozhe électrique
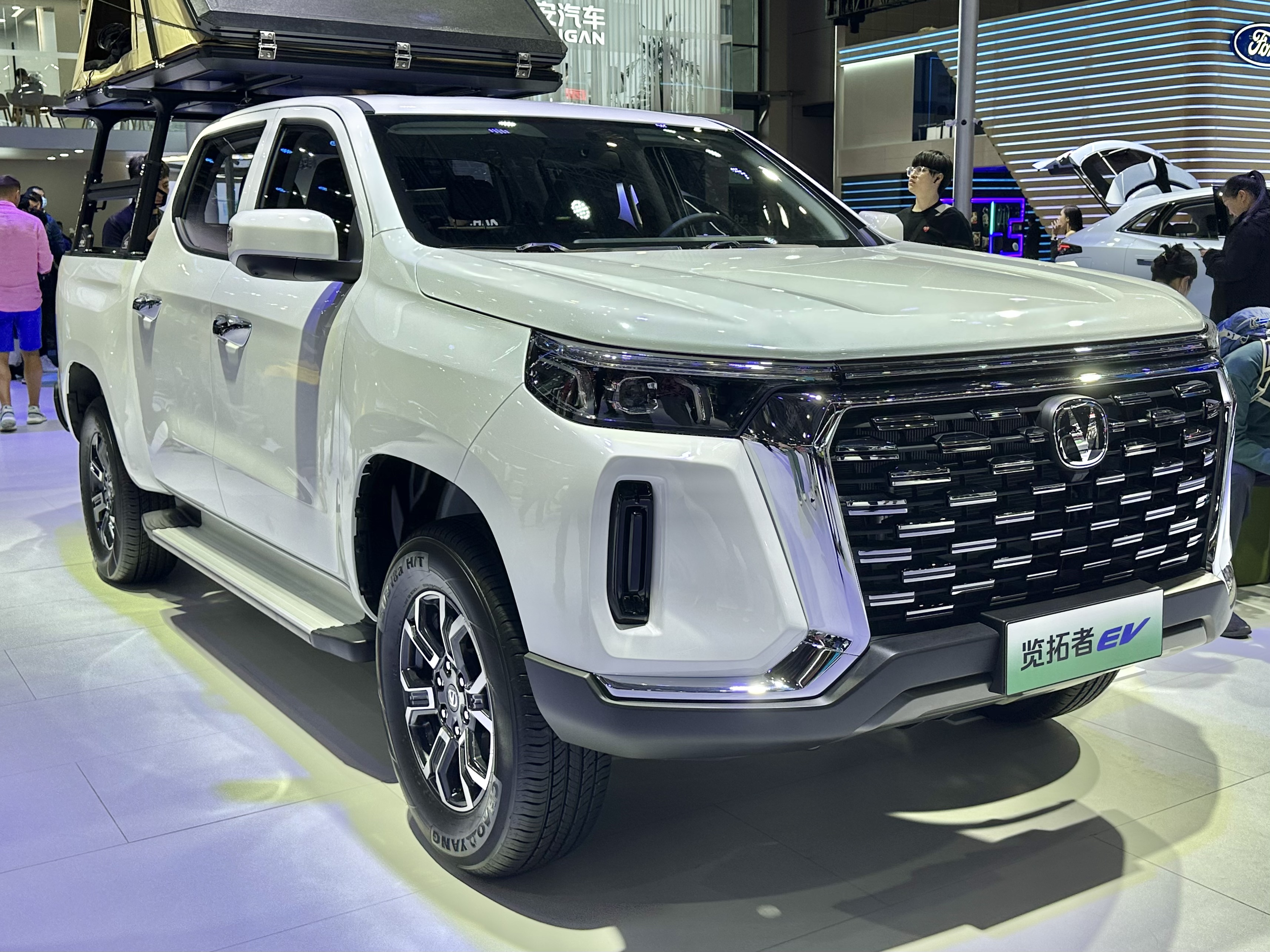
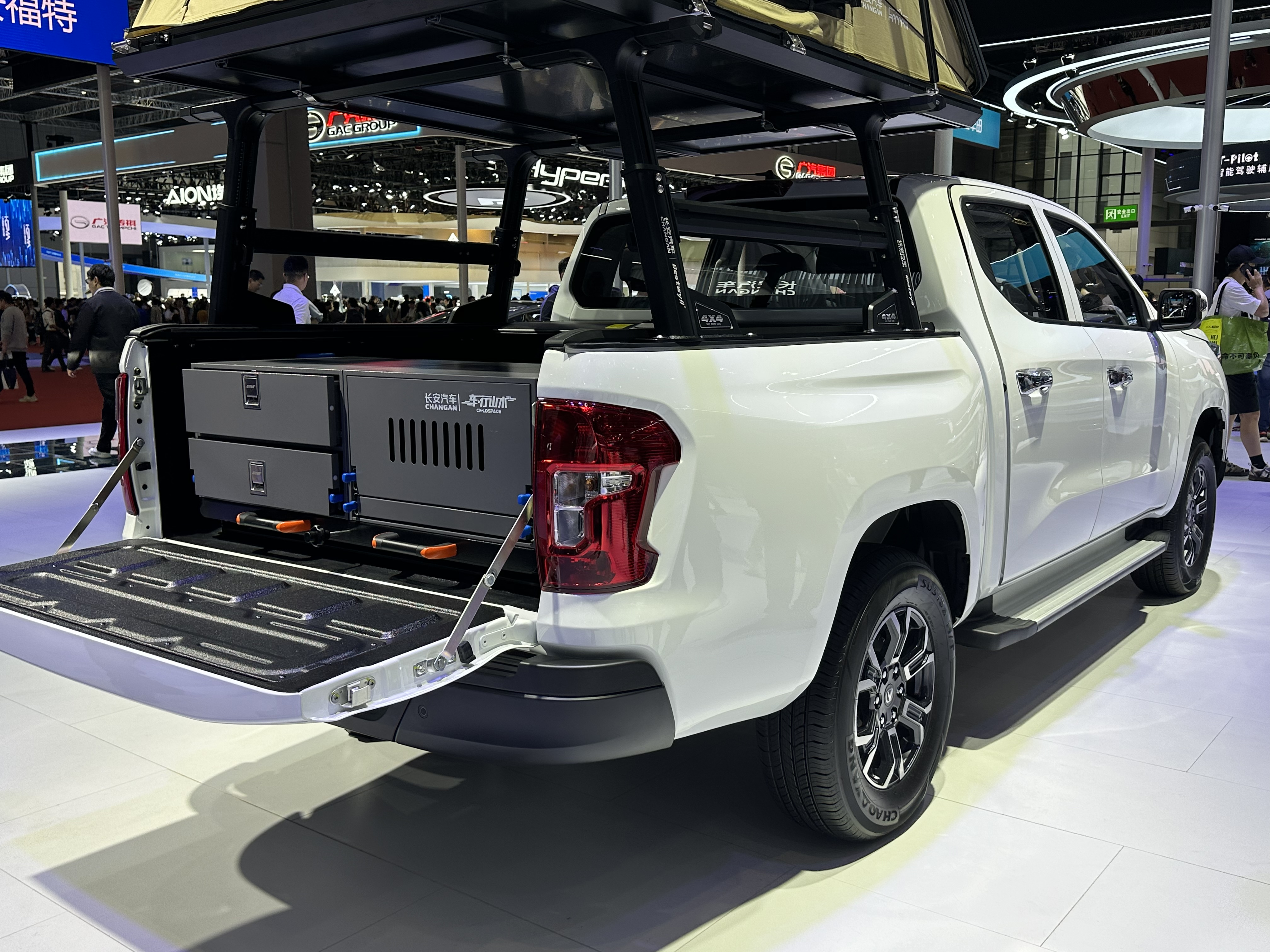

Le Changan Hunter reçoit un important restylage en décembre 2023, date à laquelle il est lancé en Chine sous ce nom là pour la première fois.

Changan Hunter phase 2
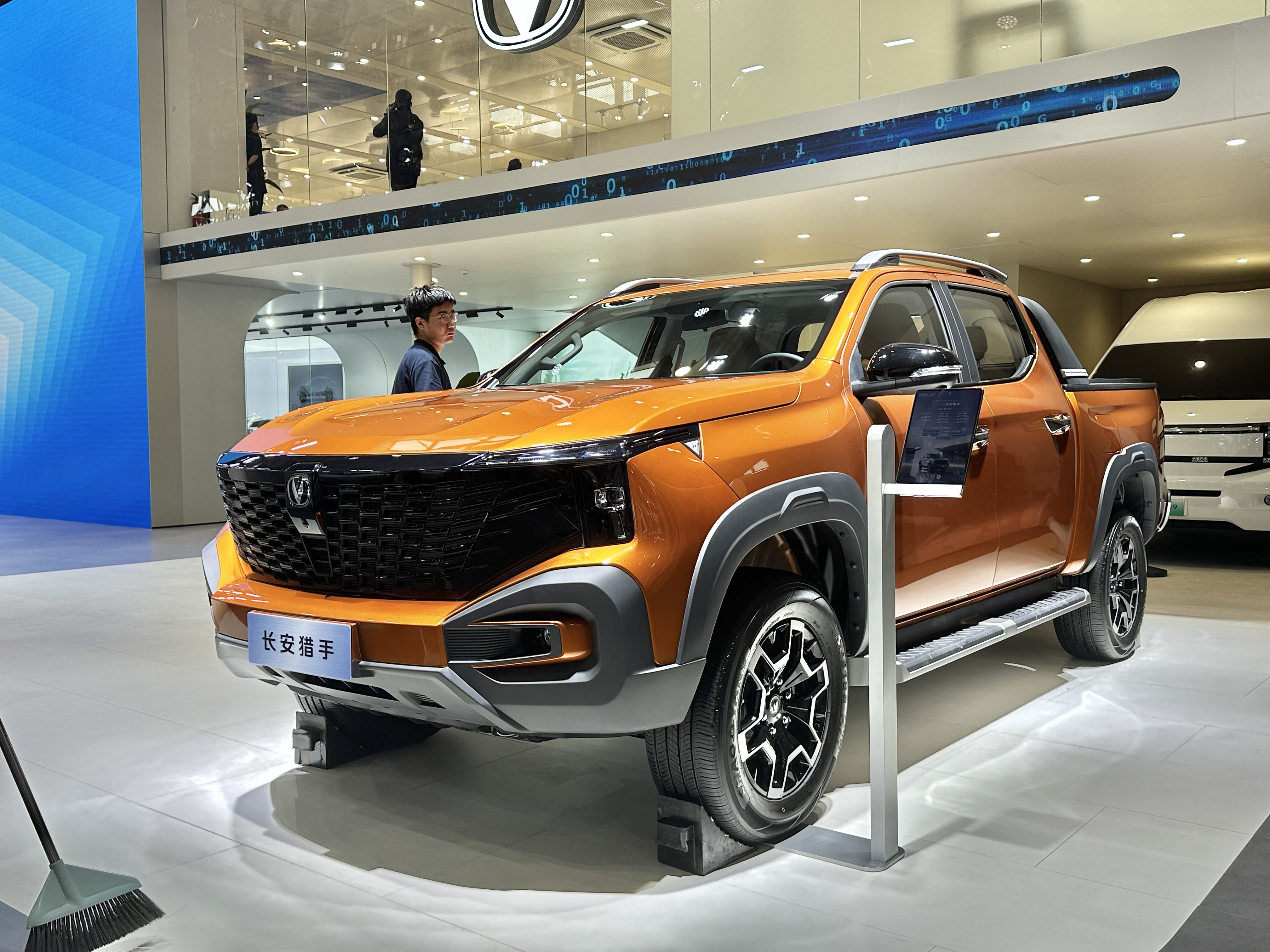
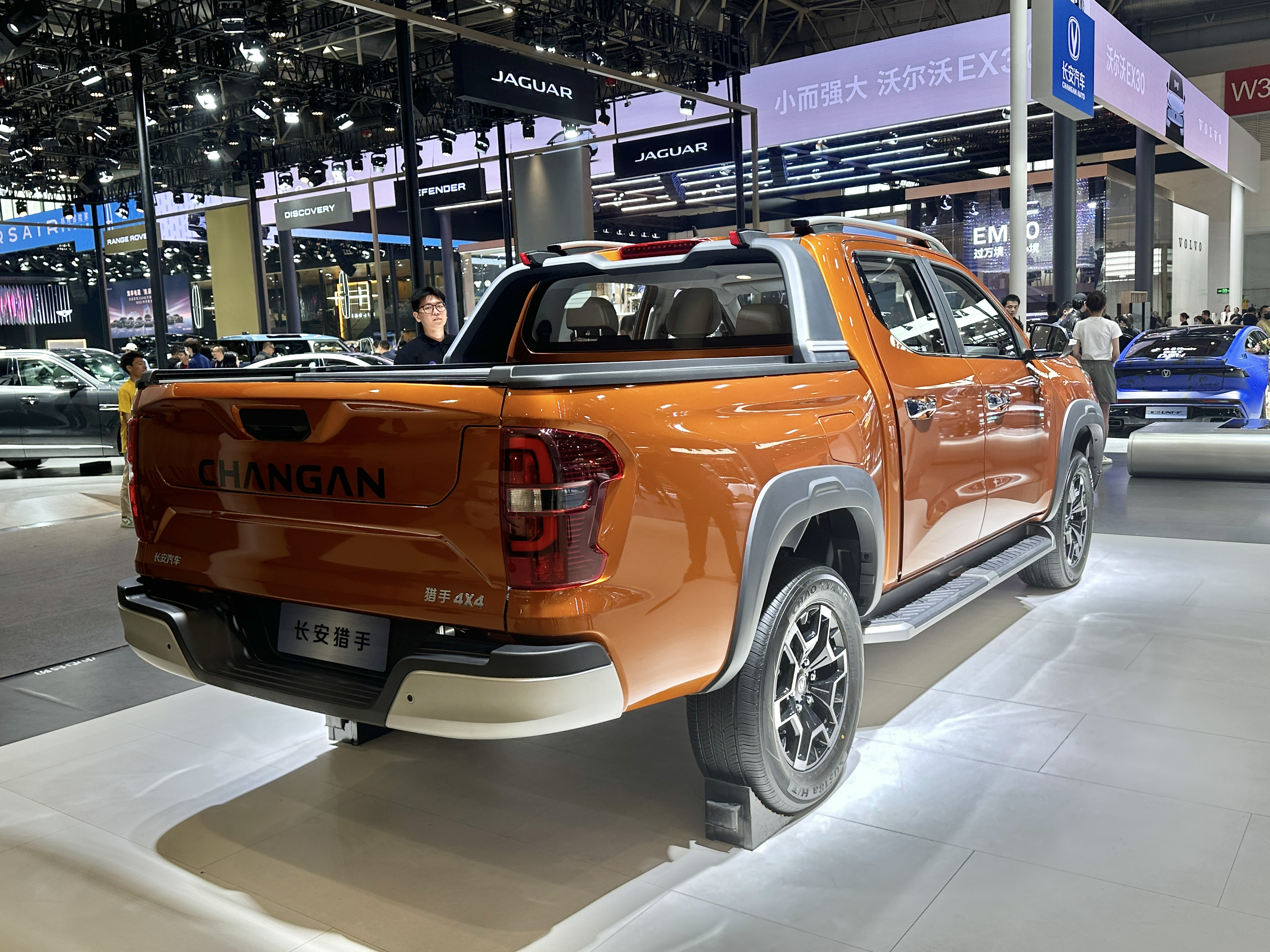

## Utilisation militaire
En 2024, l'armée espagnole annonce qu'elle commandera sur 4 ans un total de 4 500 Peugeot Landtrek militarisés par la société espagnole Iturri afin de servir de véhicules de liaison devant effectuer des tâches tactiques éloignées des activités inhérentes au combat. Ces véhicules font partie du programme VMTT (Vehículo Militar Todoterreno Táctico) et remplaceront notamment la flotte de Santana PS10 Anibal en service depuis 2004.